# Zwieselau
Das Dorf Zwieselau ist ein Gemeindeteil der Gemeinde Frauenau im niederbayerischen Landkreis Regen. Es liegt etwa zweieinhalb Kilometer nordwestlich von Frauenau im Tal der Flanitz.